# Magnat-l'Étrange
Magnat-l'Étrange é uma comuna francesa na região administrativa da Nova Aquitânia, no departamento de Creuse. Estende-se por uma área de 25,87 km². Em 2010 a comuna tinha 247 habitantes (densidade: 9,5 hab./km²).